# Andrej Feďajev
Andrej Valerjevič Feďajev (rusky Андрей Валерьевич Федяев; * 26. února 1981) je ruský vojenský pilot a kosmonaut, 597. člověk ve vesmíru. Při svém prvním kosmickém letu pobýval od března do září 2023 na Mezinárodní vesmírné stanici (ISS) jako člen Expedice 69.

## Mládí, vzdělání a vojenská služba
Narodil se v městě Serov, Sverdlovská oblast, Ruská sovětská federativní socialistická republika, Sovětský svaz (dnes Ruská federace).
V roce 1998 po dokončení střední školy ve městě Věrchnaja Tura ve Sverdlovské oblasti zamířil do Kačinské vysoké vojenské letecké školy pilotů, ale nebyl úspěšný. O rok později nastoupil na protiponorkovou leteckou fakultu Vojenského leteckého institutu v městě Balašov v Saratovské oblasti Ruské federace. Fakulta byla v roce 2002 reorganizována na 4. leteckou fakultu Krasnodarského vojenského leteckého institutu a Feďajev zde v roce 2004 získal diplom inženýra-pilota se specializací „Provoz letecké dopravy a řízení letového provozu“.
Poté sloužil u 317. smíšeného leteckého pluku ve městě Jelizovo na Kamčatce jako pomocník velitele letounu Il-38. Před vstupem do sboru kosmonautů měl nalétáno více než 500 hodin. V únoru 2013 byl povýšen do hodnosti majora a v dubnu téhož roku z řad Ozbrojených sil Ruské federace převeden do zálohy.
V září 2019 začal studovat na pobočce Ruské akademie národního hospodářství a státní služby (RANCHiGS) ve Vladimiru.

## Kosmonaut
O vstup mezi kosmonauty neúspěšně usiloval už v roce 2010, jeho přihláška ale nebyla akceptována. Uspěl až o dva roky později v historicky prvním otevřeném výběru kosmonautů – byl mezi osmi vybranými z bezmála 300 uchazečů, kteří byli vybráni odbornou komisí a 8. října 2012 schváleni Meziresortní komisí pro výběr kosmonautů. Kandidáti nastoupili do oddílu Střediska pro přípravu kosmonautů 26. října 2012 a zahájili všeobecný výcvik, jedinou výjimkou byl Feďajev, který se k ostatním naplno připojil až 25. dubna 2013, po svém uvolnění z námořního letectva. Státní závěrečnou zkoušku po dokončení výcviku složil 6. června 2014 a kvalifikace zkušebního kosmonauta mu byla přiznána 16. června 2014. Poté zahájil specializační výcvik pro program letů k Mezinárodní vesmírné stanici.

### 1. kosmický let
V září 2022 vyplynulo z dohody Roskosmosu a NASA o výměně míst v lodích Sojuz a Crew Dragon, že Feďajev obsadí jedno z míst v misi SpaceX Crew-6 se startem na jaře 2023.
Loď Crew Dragon Endeavour odstartovala z Floridy 2. března 2023 a o den později se spojila s ISS. Posádku kromě Feďajeva tvořili další dva nováčci, pilot Warren Hoburg a letový specialista Sultán an-Nejádí, a vedl ji velitel, zkušený astronaut Stephen Bowen. Na ISS se stali součástí Expedice 69 a na Zemi se společně vrátili 4. září 2023 po 186 dnech letu. 

## Soukromý život
Feďajev je ženatý, s manželkou mají tři syny: Danilu (* 2009), Nikitu (* 2012) a Kirilla (* 2016).
Během působení ve městě Jelizovo byl hercem v tamním Lidovém divadle.